# Рабин, Иосиф Израилевич
Ио́сиф Изра́илевич Ра́бин (идиш יוֹסֵף (יױסעף) ראבין‎, 18 апреля 1900, Гродно — 1987, Москва) — советский еврейский писатель, писал на идиш.

## Биография
Родился в городе Гродно. В 1915 году семья переехала в Вильно. Здесь он становится активистом рабочего движения, в 1918—1919 гг. — председатель городского подпольного комитета комсомола. 
Участник Гражданской войны. 
В начале 1920-х годов, работая в московской типографии, впервые выступил с рассказами и стихами на идише. 
Печатался с 1922 года. Был секретарём МАПП. Окончил Московский государственный педагогический институт им. В. И. Ленина (1931), аспирантуру (1933). Член Союза писателей СССР (1934).
В 1936-1937 годы жил в Биробиджане, был председателем правления Союза писателей Еврейской АО, членом редколлегии литературного журнала «Форпост», работал в редакции газеты «Биробиджанер штерн». 
Арестован в 1937 году, до 1942 года в лагерях. С мая 1942 — красноармеец 126-го стрелкового полка 37-й дивизии Калининского фронта. Уволен из армии в декабре 1943 года по болезни.
Один из основателей журналов «Юнгвалд», член редколлегий литературного журнала «Мир геен», «Пионер». 
Награждён Почётной грамотой Президиума Верховного Совета РСФСР (1980).
Умер в 1987 году. Похоронен на Хованском кладбище.

## Семья
Жена — Полина Михайловна, урожд. Вильдман (1906—1987)
Дочь — Любовь Иосифовна Зак (г.р.1927), педагог, учительница географии. Преподавала в средней школе № 256 (улица Лобачевского, 66).  

## Произведения

### Избранная библиография
- Двоюродные братья : Роман. М.; Л., 1931
- Повести рассказы. М., 1956
- У Немана : Повести. М., 1961
- У Немана; [Товарищи]. [Хавеле Гефен] : Повести / Пер с евр., Ил. А. И. Пауков, М.: Сов. писатель, 1961
- Улица Шолом-Алейхема : Повести и рассказы / Пер. с евр., Послесл. Г. Ременика, М.: Сов. писатель, 1965
- У Немана : Роман / Пер. с евр., Вступ. статья Г. Ременика, М.: Худож. лит, 1973
- Я вижу тебя, Вильнюс… : Романы. Повесть. Новеллы / Пер. с евр., Ил.: М. И. Эльцуфен, М.: Сов. писатель, 1975
- В разные годы : Романы, рассказы. / Пер. с евр., Худож. Н. Короткин, М.: Сов. писатель, 1981
- Избранное / Пер. с евр., Предисл. М. Беленького, М.: Худож. лит., 1984
- Город моей юности : Романы. Повесть. Новеллы / М.: Сов. писатель, 1985
- В разные годы : Роман / М.: Сов. писатель, 1989
- Ин йенэм йор : Роман // («В тот год»), опубликован посмертно в сокращенном виде в журнале Советиш геймланд в 1989 г.